# Осиновка (приток Чаруса)
Осиновка — река в Парабельском районе Томской области России. Устье реки находится в 77 км по левому берегу реки Чарус. Длина реки составляет 11 км.

## Данные водного реестра
По данным государственного водного реестра России относится к Верхнеобскому бассейновому округу, водохозяйственный участок реки — Обь от впадения реки Кеть до впадения реки Васюган, речной подбассейн реки — Кеть. Речной бассейн реки — (Верхняя) Обь до впадения Иртыша.